# Prologica CP-400
Prologica CP-400 (CP-400) је кућни рачунар, производ фирме Prologica који је почео да се израђује у Бразилу током 1984. године.
Користио је Motorola MC6809E као централни микропроцесор а RAM меморија рачунара CP-400 је имала капацитет од 16 KB или 64 KB, зависно од модела. 

## Детаљни подаци
Детаљнији подаци о рачунару CP-400 су дати у табели испод.
|                       |                                                                               |
| [ 1 ]                 |                                                                               |
| Произвођач            |                                                                               |
| Тип                   | кућни рачунар                                                                 |
| Меморија              | 16 или 64 KB, зависно од модела                                               |
| Поријекло             | Бразил                                                                        |
| Година                | 1984                                                                          |
| Тастатура             | тастатура као код калкулатора (тастатура са пуним помаком тастера за модел 2) |
| Процесор              |                                                                               |
| Фреквенција процесора | 0,89                                                                          |
| RAM                   | 16 или 64 KB, зависно од модела                                               |
| ROM                   | 16 KB                                                                         |
| Текст                 | 32 x 16                                                                       |
| Графика               | 256 x 192                                                                     |
| Боја                  | 9 боја                                                                        |
| Звук                  | 4 виртуелних канала                                                           |
| Димензије             | непознато                                                                     |
| Портови               |                                                                               |
| Оперативни систем     |                                                                               |